# Rezerwat przyrody Gaik
Rezerwat przyrody Gaik – leśny rezerwat przyrody w gminie Mniszków, w powiecie opoczyńskim, w województwie łódzkim. Zajmuje powierzchnię 35,85 ha (akt powołujący podawał 32,86 ha).

## Położenie
Rezerwat znajduje się w Nadleśnictwie Smardzewice, w granicach Sulejowskiego Parku Krajobrazowego wchodzącego w skład zespołu Nadpilicznych Parków Krajobrazowych.

## Historia
Został powołany Zarządzeniem Ministra Leśnictwa i Przemysłu Drzewnego z 24 maja 1976 roku (M.P. z 1976 r. nr 24, poz. 108).

## Cel ochrony
Według aktu powołującego rezerwat, celem ochrony jest zachowanie fragmentu naturalnych, wielogatunkowych lasów grądowych (grąd kontynentalny). Na powierzchni ok. 80% obszaru rezerwatu rosną blisko dwustuletnie drzewostany dębowe, należące do najstarszych w Sulejowskim Parku Krajobrazowym. Stwierdzono tu m.in. występowanie 253 gatunków roślin naczyniowych i blisko 50 gatunków ptaków.
Według obowiązującego planu ochrony ustanowionego w 2018 roku, obszar rezerwatu objęty jest ochroną ścisłą (16,24 ha) i czynną (19,61 ha).